# Jacobus de Kerle
Jacobus de Kerle, född 1531 eller 1532, död 7 januari 1591 i Prag, var en flamländsk präst, organist och kompositör, under renässansen.

## Biografi
Kerle skolades i Sankt Martin-klostret i Ypern, och hade tjänster som sångare i Cambrai och kormästare i Orvieto, där han också var verksam som organist och carillonneur. Efter att ha inträtt i Kyrkan började han låta trycka sin musik, däribland en samling psalmer och magnificater som trycktes 1561 i Venedig. Han fick i uppdrag att skriva Preces Speciales för Tridentinska mötet, vilken han fullbordade 1562, och han besökte staden Trento under kyrkomötet tillsammans med kardinal Otto, men han deltog dock inte i diskussionerna som fördes där om musik.
År 1565 utnämndes han till musikdirektör vid Yperns katedral, med sedan han år 1567 blivit exkommunicerad på grund av ett bråk med en annan präst, förlorade han anställningen. Först begav han sig till Rom och sedan till Augsburg där han 1568 erbjöds tjänst som korpräst och organist vid katedralen av kardinal Otto. Han kvarblev där till 1575, varefter hans förehavanden är höljda i dunkel till 1579 då han förekommer i registren vid katedralen i Cambrai. Under återstoden av livet flyttade han ofta, och hade tjänst i Mons, Köln, Augsburg igen, Wien, och slutligen Prag där han bodde från 1583 till sin död 1591.

## Musik
Allt av vad som finns bevarat av Kerle är polyfon vokalmusik, och hans verk kombinerar stilistiska element från den nederländska skolan efter Josquins generation (såsom hos Adrian Willaert och Nicolas Gombert) med sådant som förknippas med den italienska senrenässansen såsom hos Palestrina (romerska skolan). Kerle använde sig inte så mycket av enkel homofoni och direkt textsättning som många av hans samtida, till exempel Palestrina och Vincenzo Ruffo. Inte heller brukar han den tunga kromatiken som finns i madrigaler från slutet av 1500-talet. Hans kompositioner uppvisar ett mått av återhållsamhet och klarhet vilket utmärker dem som under stark påverkan av den nordliga kontrapunktiken.
De bevarade verken innefattar mässor för fyra och fem röster (han ska dessutom ha skrivit för sex röster, men dessa verk finns inte bevarade), motetter, psalmer, hymner, och sakrala sånger. Ytterst få av hans sekulära sånger finns kvar; ett tryck med madrigaler och en tonsättning av Petrarca har gått förlorade, men en bok med sekulära sånger för sex röster finns bevarad, liksom ett antal särtryck och enstaka handskrifter.